# Sfântul Aubert

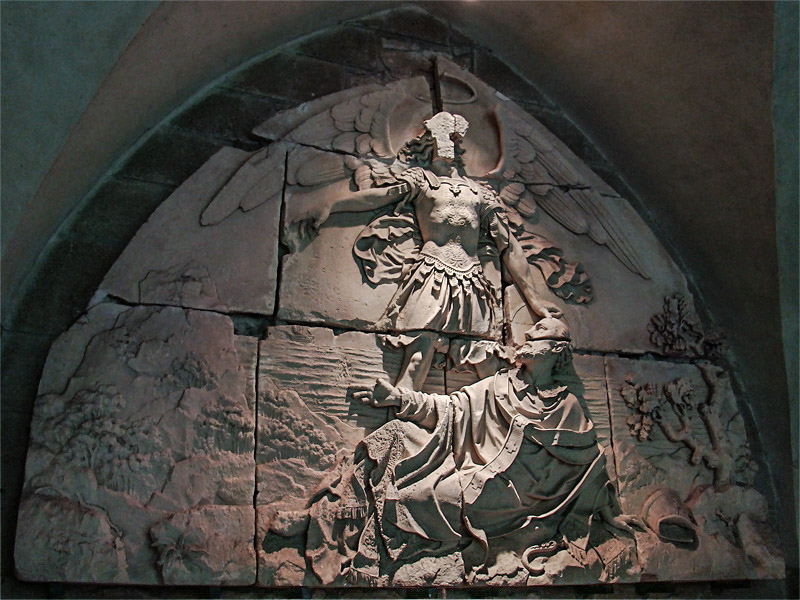
Visul Sfântului Aubert

Sfântul Aubert a fost episcop de Avranches (Manche), care a fondat Mont Saint-Michel. A murit prin 720 - 725. Sărbătoarea este fixată pe data de 10 septembrie.
În timpul regelui franc Childebert al IV-lea (695-711), episcopul Aubert de Avranches a primit de la Arhanghelul Mihail ordinul să întreprindă construirea a ceea ce va deveni Mont Saint-Michel.

## Mont Saint-Michel
Hagiografia ne spune că în luna octombrie a anului 708, episcopul Aubert a avut o viziune în care Arhanghelul Mihail i-a poruncit să edifice o biserică pe insula stâncoasă aflată la vărsarea râului Couesnon, insulă cunoscută pe atunci sub denumirea de Muntele Tombe. Această insulă stâncoasă se ridica aridă și singuratică, în golful format la unirea coastelor Normandiei și Bretaniei.
Într-adevăr, episcopul Aubert a primit în trei rânduri, în cursul somnului, porunca Arhanghelului Mihail de a pune să se ridice pe Muntele Tombe o biserică în onoarea sa. Vâzând starea acestei insule stâncoase, abia lipită de continent, acoperită de tufișuri și de mărăcini, locuită doar, în afară de animale sălbatice, de câțiva ermiți, Aubert a judecat această poruncă drept imposibil de realizat și s-a gândit că este vreo viclenie de-a celui rău. Abia după cel de-al treilea mesaj a ascultat, după ce, pentru a pune capăt acestor ezitări, Arhanghelul Mihail, și-a apăsat degetul de lumină pe fruntea episcopului, lăsându-și acolo amprenta, pentru totdeauna. Aubert s-a trezit cu o gaură în craniu și a înțeles veridicitatea poruncilor Arhanghelului. Acest craniu, denumit și „capul Sfântului Aubert” este păstrat astăzi în tezaurul bazilicii Saint-Gervais-et-Saint-Protais din Avranches și poartă urmele unui asemenea stigmat. 
Evenimente providențiale l-au ghidat pe episcopul Aubert în îndeplinirea sarcinii sale: un cerc de rouă, într-o dimineață de septembrie, i-a indicat forma oratoriului, un taur i-a arătat amplasamentul. Un izvor de apă potabilă a fost descoperit, un puț săpat. 
În vârful ridicăturii de granit se afla o piatră, de dimensiuni mari, care, se spune, ar fi fost înfiptă de însuși Satan. Pentru continuarea lucrărilor, a trebuit să fie smulsă această piatră de cult păgân. Singurul care s-a dovedit capabil să smulgă piatra a fost copilașul Bain, al doisprezecelea fiu al unuia dintre lucrători, puternic, prin inocența sa, la fel cum altădată Arthur, viitor rege legendar al Bretaniei, încă adolescent, reușise să smulgă spada Excalibur.  

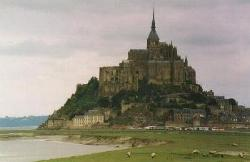
Mont Saint-Michel, ctitoria Sfântului Aubert

Aubert a trimis călugări să aducă de la sanctuarul de la Muntele Gargano, aflat în sudul Italiei, dedicat Sfântului Arhanghel Mihail, moaște ale locului.
La 16 octombrie 709, episcopul a sfințit biserica nou-construită pe insula stâncoasă și a instalat acolo doisprezece canonici. Mont Saint-Michel luase naștere.

### Articole conexe
- Arhanghelul Mihail
- Moaște
- Mont Saint-Michel